# Mancow Muller

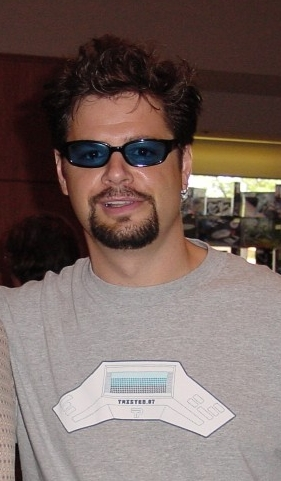
Mancow Muller, 2000

Matthew Erich „Mancow“ Muller (* 21. Juni 1966 in Kansas City, Missouri) ist ein US-amerikanischer Radio- und Fernsehmoderator, Schauspieler und ehemaliges Kindermodel.
Zu seiner Bekanntheit trugen nicht unwesentlich die Auseinandersetzungen mit der Kommunikations-Aufsichtsbehörde Federal Communications Commission bei.
Seine bekanntesten Shows sind Mancow’s Morning Madhouse, eine US-weit verbreitete Radioshow aus Chicago und das Mancow Radio Experience, verbreitet vom Talk Radio Network. Mit seinem Bruder Mark spielt er auch in der Reality-TV-Sendung God, Guns & Automobiles auf dem History Channel mit. Zurzeit moderiert er die Morning Show auf WLUP-FM.